# Даль, Каро
Каролине Люсия Мария (Каро) Даль (до замужества — Петер; норв. Caroline Lucia Maria (Caro) Dahl (Peter); 17 октября 1890, Стамбул, Османская империя — 21 января 1979, Осло) — норвежская теннисистка. Участница летних Олимпийских игр 1920 и 1924 годов.

## Биография
Каро Даль родилась 17 октября 1890 года в османском городе Стамбул (сейчас в Турции).
Впоследствии вместе с семьёй перебралась в Цюрих. В 1915—1917 годах жила вместе с мужем в США, после чего поселилась в Осло.
Выступала в соревнованиях за теннисный клуб Осло. Шесть раз становилась чемпионкой Норвегии в одиночном разряде: в 1919—1920 и 1923—1925 годах на открытых кортах, в 1927 году — на закрытых.
Несколько раз участвовала в чемпионатах мира на твёрдых кортах в Париже, начиная с 1915 года.
В 1920 году вошла в состав сборной Норвегии на летних Олимпийских играх в Антверпене. В женском одиночном разряде в 1/8 финала проиграла Сигрид Фик из Швеции — 5:7, 2:6. Также была заявлена в миксте вместе с Конрадом Лангардом, но не вышла на старт.
В 1924 году вошла в состав сборной Норвегии на летних Олимпийских играх в Париже. В женском одиночном разряде в 1/16 финала проиграла Жюли Власто из Франции — 1:6, 0:6. В миксте вместе с Конрадом Лангардом в 1/16 финала проиграли Лене Валаориту и Августосу Зерлентису из Греции — 6:4, 2:6, 2:6. Также была заявлена в женском парном разряде вместе с Моллой Маллори, но не вышла на старт.
Умерла 21 января 1979 года в Осло.

## Семья
Отец — Йоахим Петер (?—1891), предприниматель.
Мать — Сильвия Песси (1863—1939).
Муж — Кнуд Даль, инженер. Поженились в 1913 году.